# Villa Meßmer

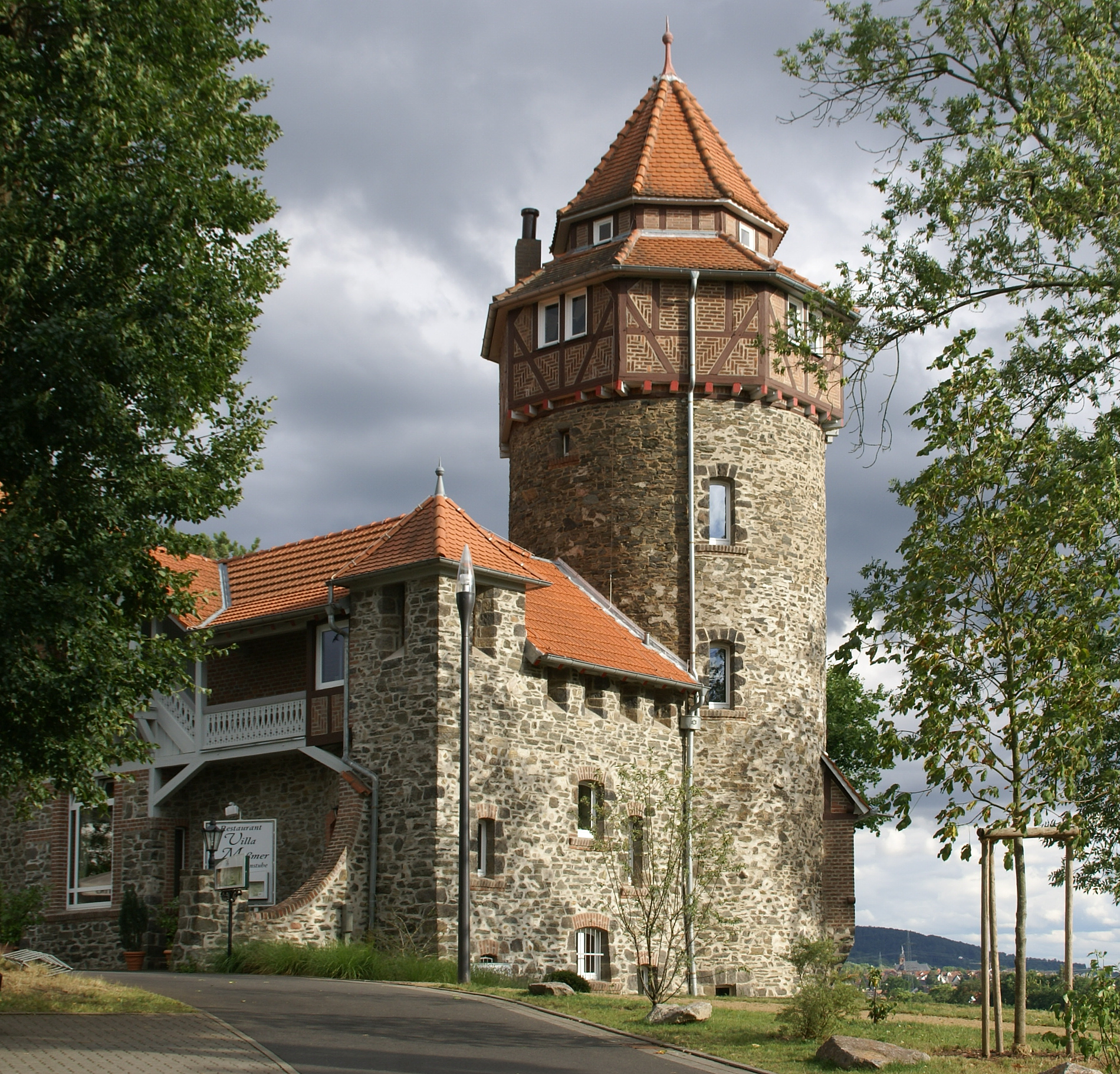
Villa Meßmer

Die Villa Meßmer ist eine Villa des Historismus in Alzenau im Landkreis Aschaffenburg in Bayern.
Sie entstand in den Jahren 1902 bis 1904 als Umbau eines bestehenden Gebäudes sowie Anbauten von Musikzimmer, Gästezimmern, einem Aussichtsturm und Wirtschaftsgebäuden nach Plänen des Architekten Claus Mehs. Auftraggeber war der Teehändler Otto Meßmer, der in Frankfurt das Teehandelsunternehmen Meßmer führte.
Der Bau aus Bruchstein und Fachwerk, oberhalb des Bahnhofs der Stadt auf einem großzügigen Grundstück mit alten Baumbestand gelegen, vermittelt den Eindruck, er sei aus mehrmaligen Umbauten einer spätmittelalterlichen Höhenburg hervorgegangen. Geprägt wird das Haus durch den Aussichtsturm, der dem Sinwellturm der Nürnberger Burg nachempfunden ist.
Nach dem Verkauf durch die Familie Meßmer ging die Villa in den Besitz der katholischen Kirche über, die sie lange als Pfarrhaus nutzte. Heute beherbergt sie ein Restaurant, welches 2024 in der Fernsehsendung Raue – Der Restaurantretter besucht wurde.
Im Rahmen der bayerischen Landesgartenschau 2015 wurde der Park rund um die Villa neu angelegt.